# PlayStation 5
PlayStation 5（官方縮寫：PS5）是索尼互动娱乐于2020年11月12日上市的家用電子遊樂器。本機為PlayStation 4（PS4）的後續機型，使用PCIe 4.0規格的高速定制固態硬碟和AMD的定制处理器。PS5隨著Xbox Series X/S遊戲機在同一個月推出，是第九世代游戏机之一。手柄控制器名为DualSense，使用自适应扳机，支持阻力感应。光碟機版本支持4K 蓝光播放功能。新的安装方式允许用户仅安装游戏部分内容，如仅安装多人模式；不启动游戏也可以查看可加入的多人游戏服务器和可参与的活动。PS5採用客製化的AMD圖形處理器，具有光線追蹤、4K解析度、每秒顯示帧数達120、3D音效，且可向下兼容PS4和PlayStation VR的遊戲。

## 历史

### 开发

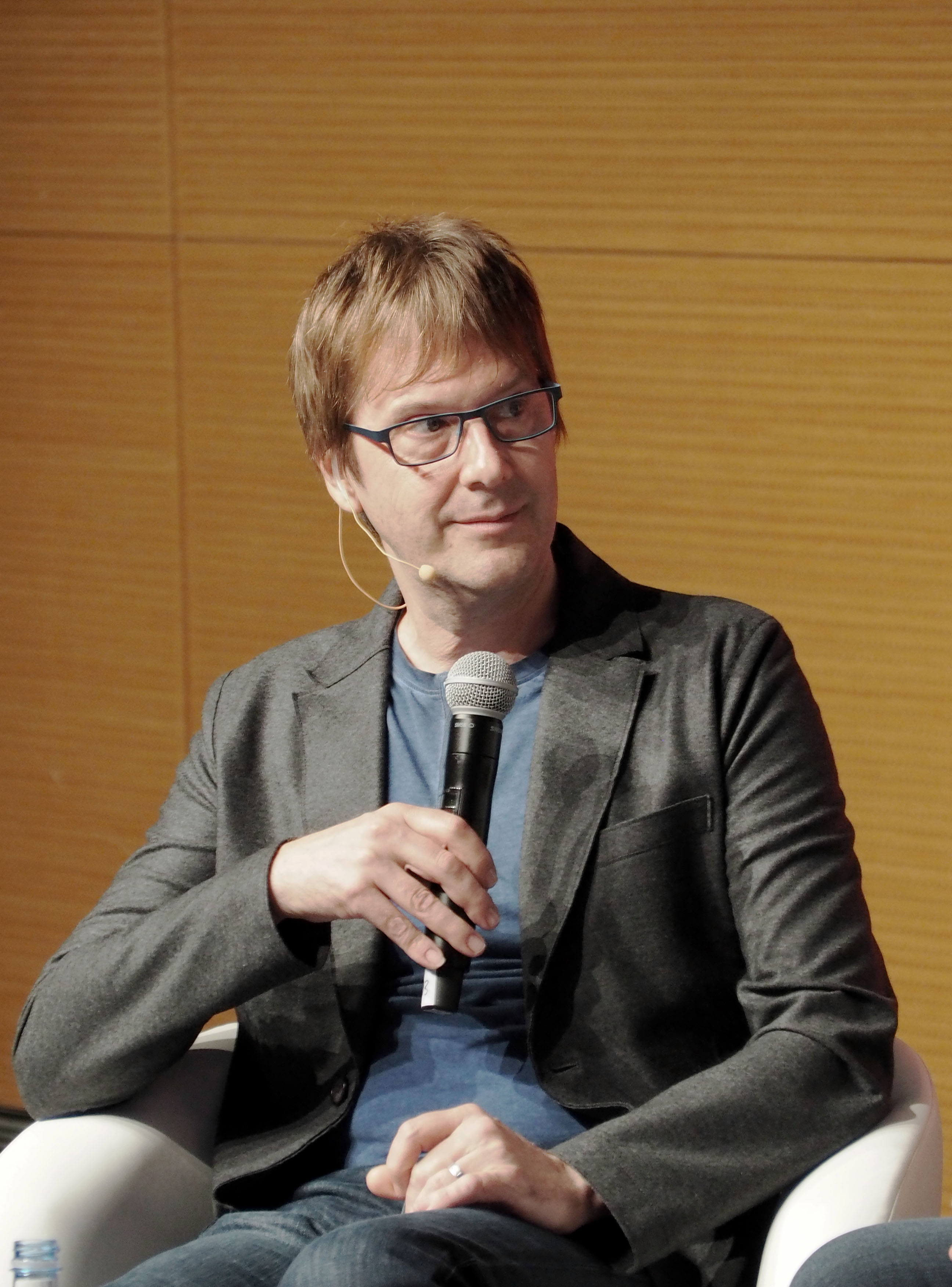
PlayStation 5的首席架构师马克·塞尔尼

PlayStation游戏机产品线的首席架构师马克·塞尔尼在PlayStation 4推出后实施了为期两年的反馈周期。也就是说，他每隔两年就会定期拜访索尼的第一方开发者，了解他们对索尼目前硬件的不足之处有什么担忧，以及如何在更新版主机或下一代游戏机中改进这种硬件。这些反馈意见獲反馈到游戏机开发团队的优先事项中。
在PlayStation 5的开发过程中，一个关键问题是游戏加载的时长。这是基于加载到游戏中的数据大小，数据在存储介质上的物理位置，以及数据在介质上的重复，以减少加载时间。一个重要的目标是找到减少加载时间的方法，特别是玩家在游戏世界中移动时动态加载新区域的游戏。
索尼互动娱乐公司首席执行官吉姆·莱恩表示，索尼曾研究过「低价、降低规格」版PlayStation 5的可行性，就像微软在有較高規格光碟版的Xbox Series X及其較低規格对应數位版的Xbox Series S上所做的那样；并得出结论，他们认为这种區別的游戏机對於行銷表现并不好，亦认定这种主機的推行方式会过快地被淘汰。所以經過商議後在商業層面上考慮做了決定，最終採用了以與推出的光碟版主機完全相同一致规格的數位版主機作對應其的方案。

### 市场营销和发布
2019年4月接受《连线》（Wired）采访时，系统架构师马克·塞尔尼指出索尼已经开始开发下一代主机。2019年10月8日，索尼互动娱乐在其美国官方网站博客中发布更新，正式确认下一代主机命名为PlayStation 5，并将在2020年底圣诞节发售。
索尼计划于2020年年底圣诞折扣季之前发布PlayStation 5，并将同时发布两个版本。PlayStation 5基础版包含蓝光光驱，而PlayStation 5数字版不包含光驱。两个版本主机均附带一副DualSense手柄。
2020年2月Bloomberg报道称，业内了解索尼生产流程的相关人士指出，根据目前的物料清单，由于5G手机设备对闪存需求量大，价格偏高，产品的物料成本约为450美元，预计实际售价可能超过470美元，然而在线订阅服务营收可能会让索尼降低最终售价。
2020年9月17日索尼召开线上发布会，正式公布PlayStation 5的售价及初期市场计划，标准版售价为499.99美元，无光驱版售价399.99美元（不含税）。将于11月12日在北美地區(美國、加拿大、墨西哥)、大洋洲地區(澳洲、紐西蘭)、日本及韓國，這些地區率先發售。并将于11月19日在欧洲及亞洲地区发售。
2021年5月15日中華人民共和國正式发售中國行货版PlayStation 5的光驱版售价3899人民币，数字版售价3099人民币（含税）。
2024年9月10日，索尼通过网络发布会公布了PlayStation 5的强化版机型“PlayStation 5 Pro”。据称性能较原版PlayStation 5综合提升了45%，包括了性能更强的GPU、新的光线追踪单元以及称为“PlayStation Spectral Super Resolution”的AI驱动的超采样技术。PlayStation 5 Pro提供了2TB的SSD储存空间，零售版将仅发售数字版PlayStation 5 Pro，不包括超高清蓝光光碟，需要玩家自行购买。而PlayStation 5 Pro的售价为699美元、119,800日元，成为PlayStation系列游戏机最贵的一次定价。PlayStation 5 Pro将于2024年11月7日起在全球发售。

## 游戏
在2019年游戏大奖中，Counterplay Games的《眾神殞落/天降 Godfall》是第一个宣布的PlayStation 5游戏。該遊戲在公佈消息後，確定為PlayStation 5的主機優先獨佔遊戲，並且是遊戲機發售後的初期首發遊戲。
此外进一步确认的PlayStation 5游戏包括：《毀滅群星》、《蟲蟲點心》(Bugsnax)、《奇異世界：靈魂風暴》(Oddworld: Soulstorm)、《先遣戰士》(Outriders)、《死亡回歸》(Returnal)。
其中的《毀滅群星》及《死亡回歸》為由索尼互動娛樂推出發行的PlayStation 5獨佔遊戲。
來自育碧的《看門狗：自由軍團》、《刺客教條：維京紀元》、《芬尼克斯傳說》及《虹彩六號：隔離禁區》。以及Bluepoint Games聯合SIE日本工作室開發的《惡魔靈魂重製版》與同樣由SIE日本工作室開發的《太空機器人遊戲間》(Astro's Playroom)。其後公佈可在PlayStation 4遊玩的《蜘蛛人：邁爾斯·莫拉雷斯》也是作為推行PlayStation 5初期首發陣容當中。

### 向下兼容
索尼称PlayStation5将对大多数PlayStation 4游戏向下兼容，得益于更高的硬件规格，“大多数游戏运行速度会更快，可以有更好更稳定的帧数表现，并有可能提供更高分辨率”。 
由于与上一代主机硬件架构相似，并为RDNA 2显卡增加了“额外的逻辑运算”，因此可确保对PlayStation 4和Pro的游戏兼容性。马克·塞尔尼在2020年3月的演讲和后来受到Digital Foundry的采访中均解释了为何中央处理器需要对时钟同步问题额外注意。AMD Zen2处理器有特殊的指令集处理PlayStation4的Jaguar处理器，其时序会有很大区别，因此索尼与AMD紧密合作开发Zen2处理器，使其时序尽量与Jaguar接近。
塞尼称研发的成果十分出色，但是更高频率偶尔造成错误，他们正与游戏开发者对每一个游戏逐一调整优化。按照對玩家統計的游戏时长排名的前100个PlayStation4游戏作為初期兼容，確定几乎全部预计在新主机发售时兼容。而关于對PlayStation VR的兼容，新主机也准备完全到時候可進行兼容遊玩。
《Eurogamer》报道称，索尼的认证项目要求7月13日以后提交认证的PlayStaion 4游戏需要完全兼容PlayStation 5，项目也为开发者提供额外的测试指导，但并没继续对旧游戏进行兼容优化。
2020年10月，索尼公布了10款PlayStation 5无法兼容运行的PlayStation 4游戏，包括了《爆炸头武士2》、《DWVR》、《暗影帝国：重制版》、《杀手Go 决定版》、《鲁滨逊：旅途》、《莎德雯》、《We Sing》、《曼岛TT赛：边锋骑行》等。這些均為確定在PlayStation 5無法向下兼容的PlayStation 4遊戲。

## 硬件规格
PlayStation 5采用索尼与AMD定制的采用台积电7奈米製程的单片系统（SoC），包括了Zen 2架构Ryzen8核心处理器和Radeon Navi系列36计算核心的图像处理器；支持实时光線追蹤渲染技术。
PlayStation 5采用固态硬盘作为存储单元，游戏安装及加载速度相对之前的磁片硬盘有显著提升，数据存储更有效率。由于传统硬盘运作原理限制，主机在读取时需要驱动读取磁头在碟片上寻找信息。这个寻找过程虽然只需几毫秒，但是大量寻找动作將使读取时间会变长。为了优化读取时间，游戏开发者需要将部分内容复制多份並存放在不同区域，加速读取。例如在《漫威蜘蛛侠》中，部分数据會复制多达400次。固态硬盘不仅加快了读取时间，也减小游戏及补丁容量。
2020年3月19日，索尼举办线上发布会公开完整配置。PS5系统架构师马克·塞尔尼详细解释主机的各部分设计，以及做此设计的原因。
在2021年8月，索尼率先在日本地区推出了1100型PlayStation 5主机，相较于原版1000型主机，在外观没有变化，只是在底部座台螺丝进行了改进。新版主机在内部散热设计上进行了较大的改变，减小了散热鳍片的整体体积。也使得新版机型比原版减轻了约300克重量。在2022年9月，索尼率先在澳大利亚和新西兰地区推出了1200型PlayStation 5主机，相较于1100型，新版主机着重在机身内部设计上进行了变化，再次减小主散热鳍片体积，但在主板背面增加了一套散热模组；新版主机还对主板尺寸进行了缩小。此外1200型主机在运行游戏时对比1100型和1000型主机在功耗上均有下降。而根据游戏媒体的拆解，1200型主机在SOC芯片上使用了台积电6纳米制程工艺。
2023年10月，索尼宣布将推出新设计的PlayStation 5主机，在11月起在北美和欧洲市场陆续上市，12月起在中国大陆上市。新的机型将减小体积和重量，并采用可拆卸式光驱设计，数字版主机将可以通过安装光驱和拆装相应的外壳变成光盘版主机。新主机的内置储存空间也由之前的825GB提升到1TB。索尼计划新主机将逐步替换掉此前销售的PlayStation 5机型。
| CPU         | - AMD Ryzen Zen 2架构 - 8 核心 / 16 线程 - 工作频率：最高 3.5GHz 可变                                                                            | - AMD Ryzen Zen 2架构 - 8 核心 / 16 线程 - 工作频率：最高 3.5GHz 可变                                                                            | - AMD Ryzen Zen 2架构 - 8 核心 / 16 线程 - 工作频率：最高 3.5GHz 可变                                                                            |
| GPU         | - AMD Radeon RDNA 2架构 - 支持光线追踪 - 工作频率：最高 2.23GHz 可变（10.3 TFLOPS）                                                              | - AMD Radeon RDNA 2架构 - 支持光线追踪 - 工作频率：最高 2.23GHz 可变（10.3 TFLOPS）                                                              | - AMD Radeon RDNA 2架构 - 支持光线追踪 - 工作频率：最高 2.23GHz 可变（10.3 TFLOPS）                                                              |
| 記憶體      | - GDDR6 16GB - 带宽 448GB/s | - GDDR6 16GB - 带宽 448GB/s | - GDDR6 16GB - 带宽 448GB/s |
| SSD         | - 825GB - 读取速度：5.5GB/s（Raw），8~9GB/s（压缩）                                                                                              | - 825GB - 读取速度：5.5GB/s（Raw），8~9GB/s（压缩）                                                                                              | - 825GB - 读取速度：5.5GB/s（Raw），8~9GB/s（压缩）                                                                                              |
| PS5遊戲光碟 | 光碟版：Ultra HD Blu-ray （最高100GB） 數位版：無光碟機                                                                                          | 光碟版：Ultra HD Blu-ray （最高100GB） 數位版：無光碟機                                                                                          | 光碟版：Ultra HD Blu-ray （最高100GB） 數位版：無光碟機                                                                                          |
| 影音輸出    | 4K 120Hz TV、8K TV、支持 VRR（HDMI 2.1） | 4K 120Hz TV、8K TV、支持 VRR（HDMI 2.1） | 4K 120Hz TV、8K TV、支持 VRR（HDMI 2.1） |
| 音效        | “Tempest”3D音效技術 | “Tempest”3D音效技術 | “Tempest”3D音效技術 |
| 外觀尺寸    | 光碟版：約390mm x 104mm x 260mm （寬×高×深）（不包括最大突出部位與底座） 數位版： 約390mm x 92mm x 260mm（寬×高×深）（不包括最大突出部位與底座） | 光碟版：約390mm x 104mm x 260mm （寬×高×深）（不包括最大突出部位與底座） 數位版： 約390mm x 92mm x 260mm（寬×高×深）（不包括最大突出部位與底座） | 光碟版：約390mm x 104mm x 260mm （寬×高×深）（不包括最大突出部位與底座） 數位版： 約390mm x 92mm x 260mm（寬×高×深）（不包括最大突出部位與底座） |
| 重量        | (1000型) 光碟版：4.5kg 數位版：3.9kg | (1100型) 光碟版：4.2kg 數位版：3.6kg | (1200型) 光碟版：3.9kg 數位版：3.4kg |
| 瓦數        | (1000型&1100型) 光碟版：350W 數位版：340W | (1000型&1100型) 光碟版：350W 數位版：340W | (1200型) 光碟版：330W 數位版：320W |
| 輸出╱輸入   | USB Type-A連接埠（Hi-Speed USB） USB Type-A連接埠（SuperSpeed USB 10Gbps）x2 USB Type-C連接埠（SuperSpeed USB 10Gbps）                           | USB Type-A連接埠（Hi-Speed USB） USB Type-A連接埠（SuperSpeed USB 10Gbps）x2 USB Type-C連接埠（SuperSpeed USB 10Gbps）                           | USB Type-A連接埠（Hi-Speed USB） USB Type-A連接埠（SuperSpeed USB 10Gbps）x2 USB Type-C連接埠（SuperSpeed USB 10Gbps）                           |
| 通訊        | Ethernet (10BASE-T, 100BASE-TX, 1000BASE-T) IEEE 802.11 a/b/g/n/ac/ax 藍牙 5.1                                                                   | Ethernet (10BASE-T, 100BASE-TX, 1000BASE-T) IEEE 802.11 a/b/g/n/ac/ax 藍牙 5.1                                                                   | Ethernet (10BASE-T, 100BASE-TX, 1000BASE-T) IEEE 802.11 a/b/g/n/ac/ax 藍牙 5.1                                                                   |

### DualSense手柄

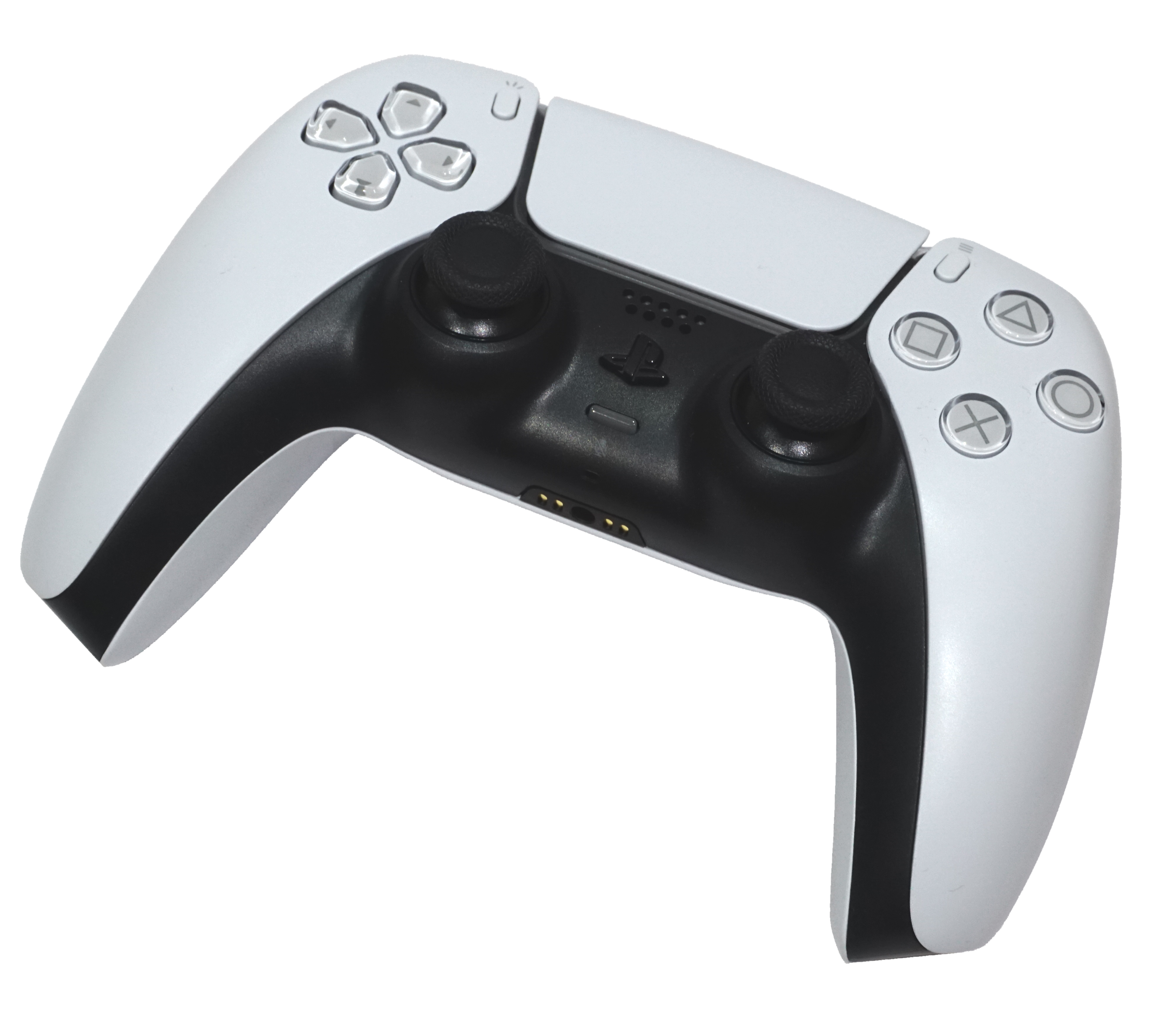
DualSense手柄

PlayStation 5的手柄名为DualSense，其设计是基于DualShock系列改进而来。DualSense内置麦克风，玩家可仅凭手柄进行语音对话。DualSense的扳机键配备自适应触发器（Adaptive triggers），可根据游戏需要调节按键阻力。DualSense透过音圈致动器提供强大的触觉反馈，与改进的内置扬声器一道，旨在提供更好的游戏内反馈。DualSense使用USB-C接口，内置电池容量增大，并将DualShock 4的分享（Share）按钮改为创作（Create）按钮。
索尼互动娱乐社长兼执行总裁吉姆·莱恩表示PS5的新手柄将有两大新功能。其一是全新的震动功能，通过触觉技术提供丰富多彩的震动感应，比如赛车中车体碰撞以及足球比赛中被对手铲倒将有完全不同的震动。其二就是支持阻力感应的全新自适应扳机，游戏开发者将可以透过调整扳机的阻力提供更加真实的动作感，例如透过改变阻力，给玩家呈现弦拉力的变化，带来更加真实的反馈。

## 软件与服务
系统架构师塞尼指出新的PlayStation 5主机将兼容PlayStation 4游戏和PS VR，从上一代主机向新一代主机的过渡会十分流畅。尽管支持数字版游戏，新的主机依旧有光驱，PS5实体版游戏依旧会有光碟。新的存储系统为充分利用固態硬碟的优势，即便使用光碟也需要用户安装游戏到主机中，但是用户的安装会更加灵活。用户可以选择安装游戏的一部分，例如仅安装多人游戏部分而不安装单人游戏部分。
基于索尼寄出的新一代主机软件开发工具包的业界传言与塞尼的采访不谋而合，进一步巩固了传言的真实性。索尼2019年3月31日季度财报显示，PS5硬件开发正在进行中。

### 手柄按键
2020年10月4日，索尼宣布PlayStation 5将不再支持PlayStation 4上的手柄确认与取消按键的自定义功能，未来PlayStation 5主机上都将以作为确认、作为取消，所有地區一併使用這項設定作為項目默認選取。此前PlayStation系列在亚洲地区一直是以作为确认而作为取消的默认设定，往後會承接上述設定成為歷史。

## 活動
為了紀念PS5的發售，官方於日本時間2020年11月11日18點至24點之間，在日本東京千代田區的神田明神舉辦PS5的點燈活動。

## 網路迷因
官方正式發表PS5實機後，網路上開始大量出現針對PS5外型的惡搞與戲仿。例如其外形和路由器、Sharp的新推出空氣清新機、JR東日本的E353系列車、日本動漫遊戲王角色海馬瀨人的衣服十分相似。